# Belgisch-Duitse betrekkingen

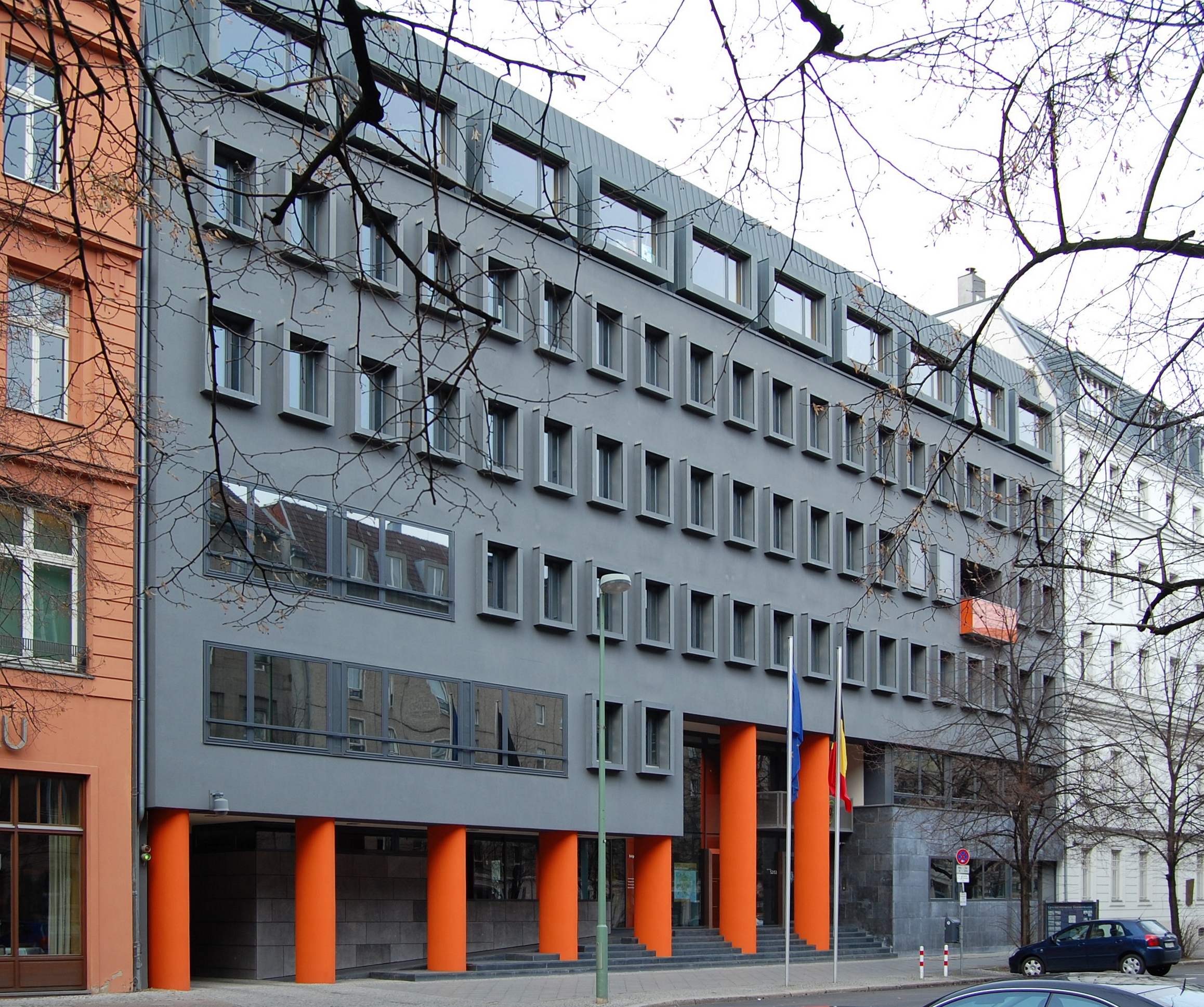
Ambassade van België in Berlijn

Onder de Belgisch-Duitse betrekkingen worden de internationale betrekkingen tussen België en Duitsland verstaan. Deze betrekkingen gaan terug tot de oprichting van het Duitse Keizerrijk in 1871. Beide landen zijn leden van de OVSE en NAVO. Ook zijn beide landen oprichters van de EEG. Beide landen maken verder deel uit van de Schengenzone en hebben de euro als munteenheid.
België heeft een ambassade in Berlijn. Duitsland heeft op zijn beurt een ambassade in Brussel.

## Landenvergelijking
|                 | België                     | Duitsland               |
| --------------- | -------------------------- | ----------------------- |
| Bevolking       | 11.720.716 (2020)          | 80.159.662 (2020)       |
| Oppervlakte     | 30.528 km²                 | 357.121 km²             |
| Dichtheid       | 383,9/km² (2020)           | 224,5/km² (2020)        |
| Hoofdstad       | Brussel                    | Berlijn                 |
| Regeringsvorm   | Federale monarchie         | Parlementaire republiek |
| Officiële talen | Nederlands, Frans en Duits | Duits                   |

## Geschiedenis
In 1914, tijdens de Eerste Wereldoorlog, valt Duitsland het neutrale België aan. Na de oorlog worden de zogenoemde Oostkantons onderdeel van België voor vergelding van de oorlogsschade van Duitsland. De Oostkantons bevatten onder andere de plaatsen Eupen, Malmedy en Sankt Vith. Hierdoor wordt het Duits de derde officiële taal van België.

## Transport
Vijf keer per dag rijdt de hogesnelheidstrein Thalys vanuit Brussel via Luik naar Keulen. Drie keer per dag rijdt de Thalys door naar Dortmund. Ook rijdt er vier keer per dag een ICE tussen Brussel en Frankfurt am Main.